# Norman Ross
Norman DeMille Ross (Portland, 1896. május 2. – Evanston, 1953. június 19.) olimpiai bajnok amerikai úszó, vízilabdázó, rádiós műsorvezető.